# Hubert Pokrop
Hubert Pokrop (ur. 2 listopada 1985) – polski lekkoatleta specjalizujący się w biegach średnich i długich.
Medalista mistrzostw kraju w różnych kategoriach wiekowych. Reprezentant Polski w meczach międzypaństwowych juniorów oraz młodzieżowców.
Jest żołnierzem Sił Powietrznych RP w stopniu kaprala.

## Osiągnięcia
| Rok  | Impreza                                            | Miejsce                | Konkurencja                   | Lokata            | Wynik    |
| ---- | -------------------------------------------------- | ---------------------- | ----------------------------- | ----------------- | -------- |
| 2003 | Mistrzostwa Europy juniorów                        | Tampere                | bieg na 3000 m z przeszkodami | 5. miejsce        | 9:05,12  |
| 2003 | Mistrzostwa Europy w biegach przełajowych          | Edynburg               | bieg juniorów (6,6 km)        | 49. miejsce       | 22:02    |
| 2004 | Mistrzostwa świata juniorów                        | Grosseto               | bieg na 3000 m z przeszkodami | 10. miejsce       | 8:54,27  |
| 2004 | Mistrzostwa Europy w biegach przełajowych          | Heringsdorf            | bieg juniorów (5,6 km)        | 33. miejsce       | 17:09    |
| 2006 | Mistrzostwa Europy w biegach przełajowych          | San Giorgio su Legnano | bieg młodzieżowców (8,03 km)  | 30. miejsce       | 24:01    |
| 2006 | Mistrzostwa Europy w biegach przełajowych          | San Giorgio su Legnano | drużyna młodzieżowców         | 3. miejsce        |          |
| 2010 | Mistrzostwa Europy                                 | Barcelona              | bieg na 3000 m z przeszkodami | el. – 14. miejsce | 8:32,77  |
| 2013 | Wojskowe Mistrzostwa Świata w Biegach Przełajowych | Apatin                 | bieg przełajowy 4 939 m       | 35. miejsce       | 16.39,01 |

## Rekordy życiowe
- Bieg na 3000 m z przeszkodami – 8:24,04 (2010)
- Bieg na 2000 m z przeszkodami (hala) – 5:25,18 (2011) nieoficjalny halowy rekord Polski[11]